# Tonggong
Tonggong (kinesiska: 同弓, 同弓乡) är en socken i Kina. Den ligger i provinsen Zhejiang, i den östra delen av landet, omkring 230 kilometer sydväst om provinshuvudstaden Hangzhou. Antalet invånare är 7410. Befolkningen består av 3 679 kvinnor och 3 731 män. Barn under 15 år utgör 18,0 %, vuxna 15-64 år 69 %, och äldre över 65 år 12,0 %.
Genomsnittlig årsnederbörd är 2 636 millimeter. Den regnigaste månaden är juni, med i genomsnitt 506 mm nederbörd, och den torraste är oktober, med 38 mm nederbörd.